# Кучер Данило Олегович
Дани́ло Оле́гович Ку́чер (нар. 25 січня 1997, Кривий Ріг, Україна) — український футболіст, воротар клубу «Інгулець».

## Ігрова кар'єра
Футболом починав займатися у криворізькій ДЮСШ ФК «Кривбас», де його тренером був Олександр Анатолійович Грановський. Деякий час потому підписав контракт із Дніпром, де продовжив навчання. Потім грав у юнацькій команді й потім у молодіжній у Дмитра Михайленка.
За першу клубну команду «Дніпра» дебютував 6 квітня 2016 року в домашньому матчі 1/4 фіналу Кубка України проти кам'янської «Сталі» (4:1), у якому провів 90 хвилин і пропустив гол (на 85 хвилині), але це дозволило «Дніпру» вийти в півфінал.
15 травня 2016 року Кучер вперше зіграв у Прем'єр-лізі в матчі проти донецького «Олімпіка» (1:1).

### Кар'єра у збірній
24 березня 2016 дебютував за юнацьку збірну проти збірної Нідерландів U-19 (2:3), де пропустив тричі.

## Титули і досягнення
- Володар Суперкубка Вірменії (1):

Арарат-Вірменія: 2024